# Minčeta
Minčeta je jedna od četiri tvrđave dubrovačkih gradskih zidina; istaknuta je točka obrambenog sustava Dubrovnika prema kopnu zbog svog položaja na sjevernoj strani. Uz sv. Vlaha, svojevrstan je simbol grada Dubrovnika.
Tvrđava Minčeta je dobila ime po dubrovačkoj plemićkoj obitelji Menčetić koja je ustupila zemljište za njenu izgradnju. To je velika kružna kula, utemeljena na širokom i čvrstom predziđu. Svojom visinom i impresivnim obujmom dominira sjeverozapadnim povišenim dijelom grada i zidina. Minčeta ima izbačeno krunište, poduprto profiliranim kamenim konzolama. Kula je za vrijeme Dubrovačke Republike svojom fortifikacijskom funkcijom činila gotovo neuništivo obrambeno uporište.
S Minčete se, kao najviše točke  Dubrovačkih gradskih zidina pruža veličanstven pogled na grad, na njegov položaj podno brda Srđa, s jedne, i otvorenog mora, s druge strane.

## Povijest
Kula je nastala u dvije faze. U prvotnom je obliku bila četverokutna, građena je 1319. godine, a kao graditelj je zabilježen Nićifor Ranjina.
Nakon pada Carigrada (1453. godine) odlučeno je da se postojeća kula prepravi u oblu. Odluka je donesena 1455. godine, ali je gradnja, zbog epidemije kuge, započela tek 1461. godine prema projektu jednog od najznamenitijih graditelja u Europi – Micchelozza di Bartolomea iz Firence. Michelozzo je oko postojeće četvrtaste kule izgradio široko oblo utvrđenje prilagođeno novom načinu ratovanja koje je povezao s novoizgrađenim sustavom niskog ukošenog predziđa. Zidovi ovog novog utvrđenja bili su debeli šest metara i puni i imali su cijeli niz zaštićenih otvora za topove.
Skori pad Bosne po tursku vlast 1463. godine još je više ubrzao radove. Nakon Micchelozzova odlaska iz Dubrovnika, izgradnju Minčete preuzima i nastavlja Juraj Dalmatinac, koji je cjelokupnu zamisao o izgledu kule prilagodio i podigao na višu razinu, dajući joj ovakav veličanstven i monumentalan oblik, dok je njezino sadašnje prošireno krunište kasnija dogradnja. Kula Minčeta dovršena je 1464. godine i simbol je neosvojivosti Dubrovnika.

## Zanimljivosti
Jedna od kula Stonskih zidina također se zove Minčeta.